# Marilyn Brain
Marilyn Brain, nach Heirat Marilyn Campbell, (* 14. April 1959 in Halifax, Nova Scotia) ist eine ehemalige kanadische Ruderin, die 1984 eine olympische Silbermedaille gewann.

## Karriere
Die 1,78 m große Marilyn Brain belegte bei den Weltmeisterschaften 1983 den vierten Platz mit dem kanadischen Achter. Im Jahr darauf bildeten bei den Olympischen Spielen 1984 in Los Angeles Marilyn Brain, Angela Schneider, Barbara Armbrust, Jane Tregunno und Steuerfrau Lesley Thompson den kanadischen Vierer mit Steuerfrau. Die Kanadierinnen erkämpften die Silbermedaille mit zwei Sekunden Rückstand auf die rumänischen Olympiasiegerinnen.
Die Absolventin der University of Victoria war von 1990 bis 1999 Koordinatorin beim kanadischen Ruderverband Rowing Canada. Später wurde sie Leiterin einer Grundschule. 